# Pseudoirona laeopsi
Pseudoirona laeopsi är en kräftdjursart som beskrevs av Pillai 1964. Pseudoirona laeopsi ingår i släktet Pseudoirona och familjen Cymothoidae. Inga underarter finns listade i Catalogue of Life.